# Jean-Jacques Becker

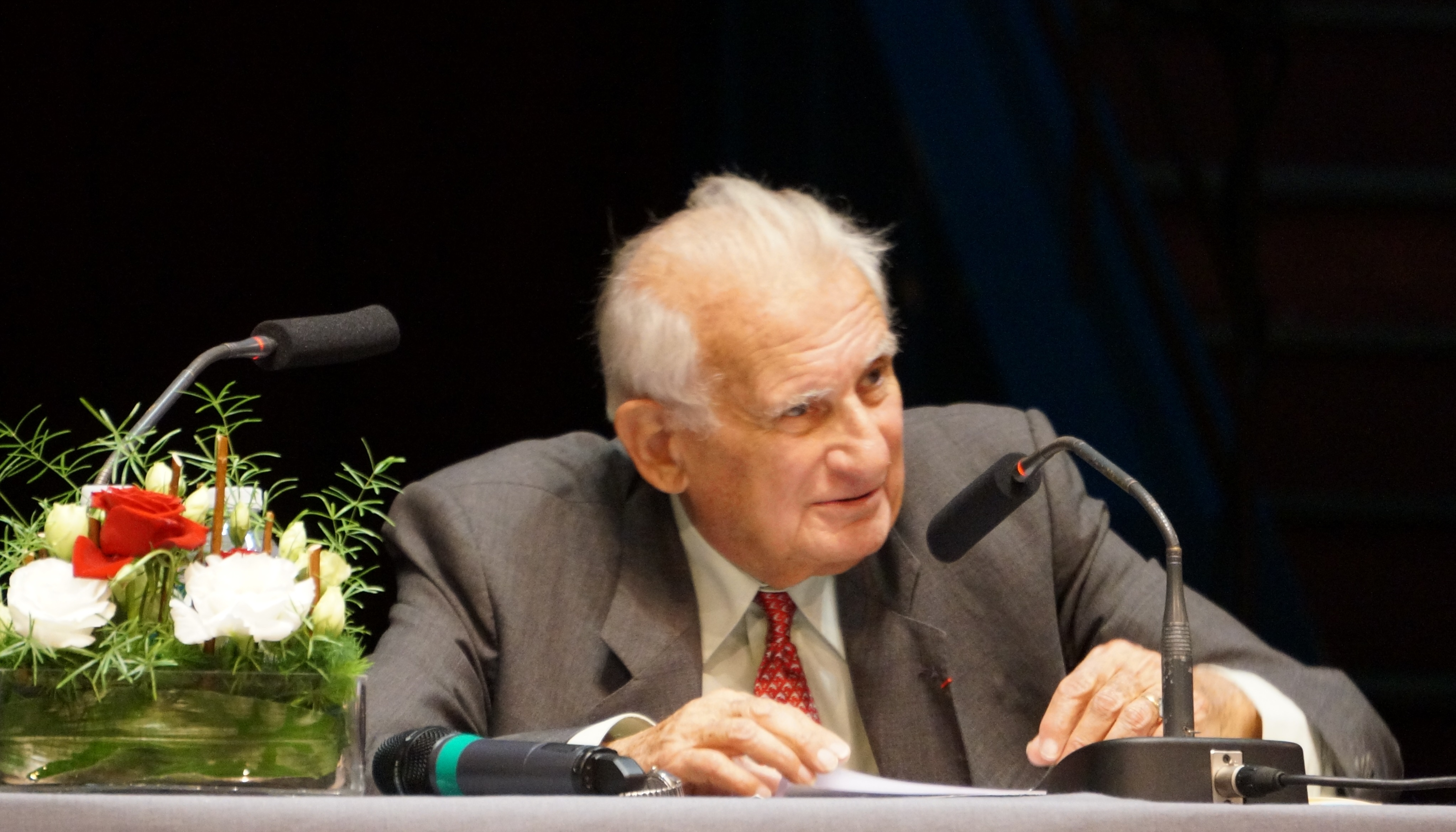
Jean-Jacques Becker (2013)

Jean-Jacques Becker (* 14. Mai 1928 in Paris; † 10. Juli 2023) war ein französischer Historiker. Er galt als Experte zur Geschichte des Ersten Weltkriegs.

## Leben
Jean-Jacques Becker entstammte einer jüdischen Familie aus dem Elsass. Sein Vater hatte im Ersten Weltkrieg an der Schlacht um Verdun teilgenommen. Im Juli 1942 zogen Becker und seine Eltern von Paris, das seit Juni 1940 von Wehrmacht-Truppen besetzt war, nach Grenoble in der unbesetzten Zone. Seine Studien absolvierte er an der Universität Clermont-Ferrand, der Universität Paris-Nanterre und am Institut d’études politiques de Paris.
Nachdem Becker zunächst seine Studien der Arbeiterbewegung gewidmet hatte, wandte er sich alsbald dem Ersten Weltkrieg als Forschungsschwerpunkt zu. Er veröffentlichte 1976 seine Dissertation zur öffentlichen Meinung in Frankreich über den Kriegsbeginn 1914 (L’Opinion publique française et les débuts de la guerre de 1914). Ein weiterer Forschungsschwerpunkt war auch die Politikgeschichte, insbesondere jene der französischen Linken. 
Seine Tochter Annette Becker ist ebenfalls Historikerin mit einem ähnlichen Interessenschwerpunkt.
Seine Schwester Annie Kriegel (1926–1995) war ebenfalls Historikerin und Publizistin und aktives Mitglied der Résistance und der Französischen Kommunistischen Partei (PCF), wandte sich jedoch 1956 im Zuge der Entstalinisierung von der Partei ab.
Auch Jean-Jacques Becker war seit 1947 Mitglied der PCF und brach 1960 nach den Enthüllungen über den Stalinismus mit der Partei. Er setzte sich ferner gegen den Algerienkrieg ein und war in der Gewerkschaftsbewegung aktiv, wo er unter anderem während der Proteste und dem Generalstreik im Mai 1968 Abschnittssekretär (Secrétaire de section) der Sekundarlehrergewerkschaft Syndicat national des enseignements de second degré (SNES) am Lycée Arago war, an dem er Geschichte unterrichtete.
Beckers Neubewertung der sozialen Hintergründe des Ersten Weltkriegs, die er unter anderem zusammen mit Stéphane Audoin-Rouzeau und Annette Becker unternahm, führte unter dem Stichpunkt des Consentement patriotique (patriotischer Konsens) zu großer Aufmerksamkeit sowie Kontroversen.
Er starb am 10. Juli 2023 im Alter von 95 Jahren.

## Schriften
Erster Weltkrieg
- Dictionnaire de la Grande Guerre, Brüssel, Verlag André Versaille, 2008.
- L’Année 14, paris, Armand Colin, 2005
- La Grande Guerre, Presses Universitaires de France, Paris 2004, ISBN 2-13-054139-9.
- deutschsprachige Ausgabe: Jean Jacques Becker/Gerd Krumeich: Der Große Krieg. Deutschland und Frankreich 1914–1918, Klartext Verlag, Essen 2010 ISBN 978-3-8375-0171-1.
- Encyclopédie de la Grande Guerre, mit Stéphane Audoin-Rouzeau, Paris, Bayard, 2004.
- La Première Guerre mondiale, Verlag Éditions Belin, Paris, [1996]2003, ISBN 2-7011-3699-7.
- Nouvelle histoire de la France contemporaine, tome XII, Victoires et frustrations, 1914–1929, mit Serge Berstein, Paris, Le Seuil, Points, 1990.
- La France en guerre. La grande mutation, Brüssel, Complexe, 1988.
- Les Français dans la Grande Guerre, Paris, Robert Laffont, 1980.
- 1914, comment les Français sont entrés dans la guerre, Presses de la Fondation nationale des sciences politiques, Paris, 1977.
- 1914, la guerre et le mouvement ouvrier français, mit Annie Kriegel und Armand Colin, Paris, 1964.
- L’Europe dans la Grande Guerre, Belin Sup Histoire, 1996.

Französische Linke
- Histoire des gauches en France, mit Gilles Candar, La Découverte, Paris, 2004.
- Crises et alternances (1974–2000), Verlag Éditions du Seuil, Paris, 1998.
- Histoire politique de la France depuis 1945, 8. Ausgabe, Armand Colin, Paris, 2003.
- Victoires et frustrations (1914–1929), mit Serge Berstein, Verlag Le Seuil, Paris, 1990.
- Histoire de l’anticommunisme en France, mit Serge Berstein, Verlag Orban, Paris, 1987.
- Le Parti communiste veut-il prendre le pouvoir?, Le Seuil, Paris, 1981.

Erinnerungen
- Un soir de l’été 1942...: souvenirs d’un historien, Paris, Larousse, 2009.